# Ottensen
Ottensen (pronúncia alemãⓘ) (nome antigo: Ottenhusen), localizado em Hamburgo, Alemanha, no bairro Altona, na margem direita do rio Elba, é uma cidade antiga. Agora é um dos 104 bairros de Hamburgo.

## História

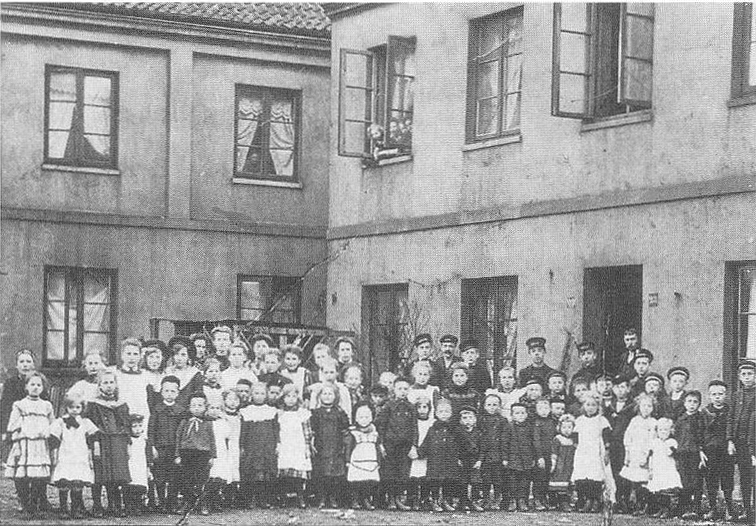
Filhos de gaffers, nos fundos da empresa Glasfabrik CE Gätcke em Ottensen, ao lado de Altona/Elbe, Alemanha

O primeiro registro de Ottensen data de 1310. Em 1390, tornou-se a sede do oficial de justiça do condado de Holstein-Pinneberg. O assentamento era composto principalmente de agricultores e artesãos. Durante a década de 1640, ultrapassou Altona nas proximidades. Foi anexado à Prússia em 1867 e a população aumentou rapidamente: de 2.411 em 1840 para 37.738 em 1900. 
Mais tarde, foi anexado à cidade Altona, que, por sua vez, se deveu à Lei da Grande Hamburgo, anexada a Hamburgo em 1937. 

## Geografia
Segundo o escritório de estatística de Hamburgo e Schleswig-Holstein, o trimestre tem uma área total de 2,9 km² (1 milha quadrada). A fronteira sul do bairro Waltershof é o rio Elba. Os trilhos do trem da cidade são a fronteira norte até Bahrenfeld e a fronteira leste até o bairro Altona-Altstadt. No oeste fica o bairro Othmarschen. 

## Dados demográficos
Em 2006, no trimestre, Ottensen estava vivendo com 32.757 pessoas. A densidade populacional era de 11 445 habitantes/km² (29 642 /sq mi). 14,3% eram crianças menores de 18 anos e 12,7% tinham 65 anos ou mais. 16,2% eram imigrantes. 1.863 pessoas foram registradas como desempregadas. Em 1999, havia 18.959 domicílios, dos quais 16,6% tinham filhos menores de 18 anos morando com eles e 55,9% de todos os domicílios eram constituídos por indivíduos. O tamanho médio da família foi de 1,72.
Em 2006, houve 3.558 crimes (109 crimes por 1.000 pessoas).

## Educação
Havia 4 escolas primárias e 2 escolas secundárias em Ottensen.

## Cultura

### Museus, galerias
O Museu Altonaer Norddeutsches Landesmuseum (museu do país no norte da Alemanha) é um museu dedicado, entre outras coisas, à história e cultura da área costeira do norte da Alemanha. Fundada em 1863, hoje está localizada na rua Museumsstrasse, perto da estação ferroviária de Hamburgo-Altona. O museu possui quatro filiais, o próprio Museu Altonaer, o Jenisch Haus para arte e cultura no bairro Othmarschen, o Rieck Haus no bairro Curslack e o Heine Haus em Elbchaussee 23.

### Artes performáticas
O Teatro Altonaer está localizado na rua Museumsstrasse 17. Foi fundada em 1876 como Altonaer Stadttheater na rua Königstrasse. Em 1943, destruída, um novo local foi encontrado na escola Museumsstrasse. Em 1954, o Altonaer Theatre foi reaberto lá com Hans Fitze como gerente de teatro. Em 1994, o teatro foi fechado devido a problemas financeiros. Em 1995, o teatro foi reaberto e tocado até hoje.
O menor palco Thalia an der Gaußstraße do Teatro Tália de Hamburgo, está localizado em Ottensen. 

### Lazer
Em Ottensen existem duas pequenas áreas de parque, Donnerspark e Rathenaupark. 

### Esportes
O clube de futebol FC Teutonia Ottensen é uma das várias associações esportivas que utilizam as instalações de Ottensen. 

## A infraestrutura

### Sistemas de saúde
O Altonaer Kinderkrankenhaus é um hospital para crianças com 195 leitos localizado em Bleickenallee 36. O Asklepios Klinik Wandsbek possui uma creche para problemas psiquiátricos no Bülowstr. 8.
Em Ottensen havia 32 creches para crianças e também 130 médicos em consultório particular e 11 farmácias.

### Transporte
Ottensen é atendido pelo sistema de trânsito rápido do trem da cidade. 

Segundo o Departamento de Veículos Automotores (Kraftfahrt-Bundesamt), no trimestre foram registrados 9.894 carros particulares (305 carros/1000 pessoas). Houve 133 acidentes de trânsito no total, incluindo 105 acidentes de trânsito com danos a pessoas.